# Rajka Péter
Rajka Péter (Marosvásárhely, 1807. február 11. – Kolozsvár, 1876. április 28.) erdélyi magyar gépész, vállalkozó, ezermester.

## Életpályája
Marosvásárhelyen járt iskolába, ahol Bolyai Farkas kedvenc tanítványa volt. Puskamester apja fiát hivatalnoknak szánta, 1929-től több mint hat éven át királyi ítélőtábla tisztviselője, de ez a munka nem felelt meg gyakorlatias, alkotó egyéniségének. 1836-ban Kolozsváron gépészi munkát vállalt, és 1837-ben Bécsbe került tanulni a műegyetemre, mint gróf Teleki Sámuel pártfogoltja. Tanulmányai végeztével tanárai Bécsben marasztalták volna, de ő elképzelhetetlennek tartotta, hogy az otthonról kapott támogatást ne azzal viszonozza, hogy hazamenjen dolgozni.
Kolozsvár szélén, a Felső Szén utcában szerény gépipari vállalatot alapított. Öntödéje kézi meghajtású fúvóval működött, és 12 alkalmazottja felváltva folyamatosan dolgozott. Szűkös anyagi helyzete miatt, bármilyen megrendelésnek eleget kellett tennie, ezért ezermesterként tartották számon. Gyártott óraalkatrészeket, mérlegeket, vaspléh kemencéket, különféle vascsavarokat, esztergákat, mérnöki eszközöket és műszereket. Segítséget az Erdélyi Gazdasági Egylettől remélt és kapott is.
1843-ban a budapesti iparmű kiállításon kitüntették szecskavágóját, majd 1844-ben ekéje aratott nagy sikert. Az 1848-as forradalom idején a kolozsvári fegyvergyár igazgatója. A forradalom leverése után ezért 340 forint hadisarcot vetettek ki rá, amit csak az erdélyi főurak segítségével tudott kifizetni. Ezután tovább fejlesztette gépgyárát.
Igyekezett a közéletben is szerepet vállalni, 1851–1857 között a kolozsvári kereskedelmi és iparkamara másodelnöke volt. 1853-ban beindította új vasöntő részlegét. 1866-ban a híres bécsi országos ekeversenyen az amerikaiak előtt nyert. A gazdasági nehézségek és az előretörő külföldi kapitalizmus ellenére fejleszteni tudta gyárát, 1869-ben gőzerővel működő gépeket szerzett, ami némi lendületet adott tevékenységének, de ekkor egészsége már megromlott, és 1876-ban elhunyt.
Magánéletében is szerény ember volt, aki sohasem hivalkodott eredményeivel, de mindig segítőkésznek mutatkozott embertársai felé. Arra is gondja is volt, hogy iszákos munkásait jó útra térítse. Nem a meggazdagodás irányította tevékenységét, hanem fontosnak tartotta az ország fejlődését is, és tett is érte.

## Emlékezete
1996 szeptemberében megalakult Kolozsváron a Rajka Péter Vállalkozók Szövetsége. Alapító tagjai kis- és középvállalkozók Erdély majdnem minden régiójából. Alapító elnöke Farkas Mária (1947–2014) volt.